# Rama-VIII.-Brücke
Die Rama-VIII.-Brücke (Thai: สะพานพระราม 8 - Saphan Phra Ram Paet) überspannt den Mae Nam Chao Phraya (Chao-Phraya-Fluss) in Bangkok, Thailand. Sie wurde am 20. September 2002 offiziell eröffnet.
Die Schrägseilbrücke besteht aus einem einzigen 160 Meter hohen Pylon, der am westlichen Ufer etwa auf einem Drittel der Brückenlänge vom nordwestlichen Ende der Brücke steht sowie dem Fahrbahnträger mit einer vierspurigen Fahrbahn und beidseitigen Gehwegen, der an vergoldeten, nachts von Scheinwerfern angestrahlten schräg gespannten Stahlseilen aufgehängt ist. Der Pylon ist von einer vergoldeten Skulptur einer stilisierten Flamme gekrönt. Unter der Flamme befindet sich eine verglaste Aussichtsplattform, die aber noch nicht eröffnet ist.
Einschließlich der Auffahrten ist die Brücke 2,45 km lang, die Hauptbrücke ist 475 m lang und die größte Spannweite beträgt 300 m.
Sie trägt den Namen des achten Königs der derzeit amtierenden Chakri-Dynastie Ananda Mahidol (Rama VIII.). Sein Porträt ist auf der Rückseite einer 20-Baht-Banknote mitsamt der Brücke abgebildet.

## Weblinks

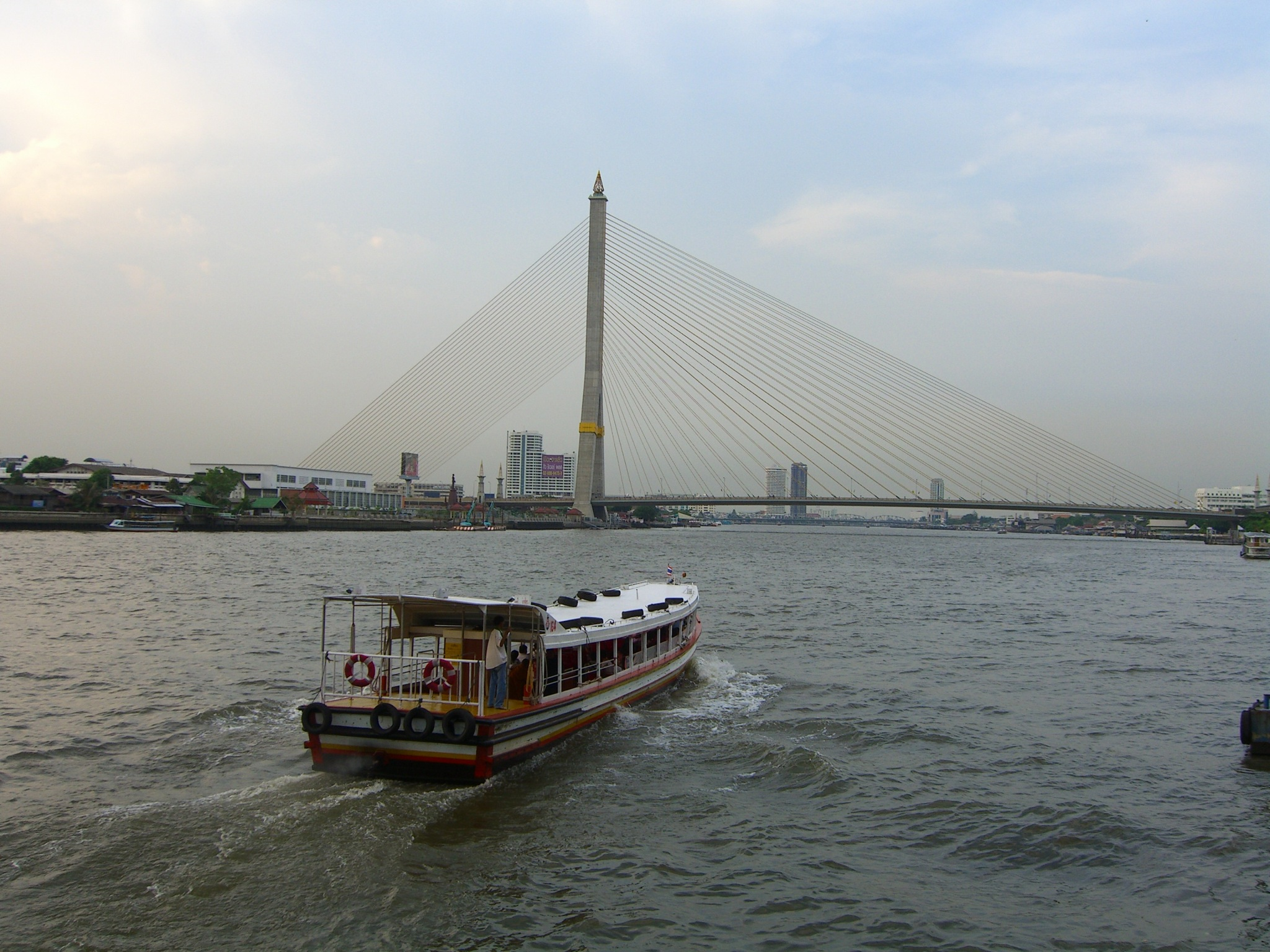
Wassertaxi auf dem Chao Phraya, im Hintergrund die Rama-VIII.-Brücke